# Джустиниани, Винченцо (кардинал)
Винченцо Джустиниани (итал. Vincenzo Giustiniani; 1516, Хиос — 28 октября 1582, Рим) — итальянский кардинал, генеральный магистр ордена проповедников (1558—1570).

## Биография
Родился в 1516 году в аристократической семье Джустиниани на острове Хиос, где семья владела землями. Юношей выбрал духовную карьеру и вступил в орден доминиканцев. В 1558 году он достиг высшего поста в ордене, будучи избранным генеральным магистром. Принимал участие в работе Тридентского собора. На посту главы доминиканцев пробыл 12 лет, успешно выполнил ряд ответственных поручений папы Пия V, в частности ездил послом к королю Испании Филиппу II. Одним из вопросов, требовавших обсуждения с королём Испании, был вопрос восстановления власти над миланской архиепархией кардинала Карло Борромео (Милан в эту эпоху принадлежал Испании).
После отставки в 1570 году с поста генерального магистра был назначен папой Пием V кардиналом с титулом церкви San Nicola fra le Immagini, позднее получил титул церкви Санта-Сабина, главной церкви ордена доминиканцев. Принимал участие в конклаве 1572 года, избравшего Папу Григория XIII. Поддерживал испанского священника-доминиканца Бартоломе Каррансу, несправедливо обвинённого в ереси.
Умер 8 октября 1582 года. Похоронен в доминиканской римской церкви Санта-Мария-сопра-Минерва.